# Radeljevo Selo
Radeljevo Selo falu Horvátországban Kapronca-Kőrös megyében. Közigazgatásilag Apajkeresztúrhoz tartozik.

## Fekvése
Kaproncától 15 km-re nyugatra, községközpontjától 5 km-re délnyugatra, a Kemléki-hegység völgyében  fekszik.

## Története
1857-ben 110, 1910-ben 209 lakosa volt. A trianoni békeszerződésig Varasd vármegye Ludbregi járásához tartozott. 2001-ben 126 lakosa volt.

## Külső hivatkozások
- Rasinja község hivatalos oldala